# لینا رومای
لینا رومای (کاتالونیایی: Lina Romay؛ ‏ ۲۵ ژوئن ۱۹۵۴ – ۱۵ فوریهٔ ۲۰۱۲) بازیگر اهل اسپانیا بود.

## گزیدهٔ نقش‌آفرینی‌ها
- پائولا-پائولا (۲۰۱۰)
- بی‌چهره (۱۹۸۸)
- عمارت مردگان زنده (۱۹۸۲)
- مکاشفهٔ جنسی (۱۹۸۲)
- آبادی زامبی‌ها در دل کویر (۱۹۸۲)
- ایلسا، رئیس نابکار زندان (۱۹۷۷)
- سکس درخشان (۱۹۷۶)
- جک قاتل (۱۹۷۶)
- رولز-رویس بیبی (۱۹۷۵)
- درندگان نوتردام (۱۹۷۵)
- نشاط‌آفرینان (۱۹۷۵)
- زندان زنان (۱۹۷۵)
- زن خون‌آشام (۱۹۷۵)
- لورنا جن‌گیر (۱۹۷۴)
- کنتس منحرف (۱۹۷۴)
- آن سوی آینه (۱۹۷۳)
- آزمایش‌های شهوانی فرانکنشتاین (۱۹۷۲)
- ماجرا (۱۹۴۵)
- دوست‌داشتنی‌تر از این نبودی (۱۹۴۲)